# Alexion
Pour l'entreprise, voir Alexion Pharmaceuticals.
L'alexion est une boisson, complément alimentaire, constituée de 52 plantes et de vitamines, sans conservateur et sans alcool.

## Historique
L'alexion est une boisson fortifiante fabriquée artisanalement à l'abbaye Notre-Dame d'Aiguebelle dans la  Drôme.  
La commercialisation de l’alexion est assurée par le réseau de vente Monastic spécialisé dans la diffusion des produits fabriqués dans les couvents et les monastères. En 2000, il s'en est vendu 37 000 bouteilles.

## Composition
Selon le fabricant, la boisson contiendrait cinquante-deux plantes.
Parmi ces cinquante-deux plantes, l'alexion contient les quinze plantes identifiées suivantes :  l'angélique, l'aubépine la cannelle, le  cassis, le chardon béni, la coriandre, le cynorhodon, le ginseng, le mélilot, la menthe poivrée, le millefeuille, la myrte, la sariette, la véronique, les fèves Tonka.